# Georges Thomas (supercentenaire)
Pour les articles homonymes, voir Georges Thomas et Thomas.
Georges Thomas, né le 19 novembre 1911 à Payré (Vienne) et mort le 1er juin 2024, à Rochefort (Charente-Maritime), est un supercentenaire français qui fut, à partir du 9 mai 2024, l'homme français ayant vécu le plus longtemps, dépassant le record du Martiniquais Jules Théobald. 

## Biographie
Georges Thomas est né le 19 novembre 1911 à Payré, dans le département de la Vienne, chez ses grands-parents maternels. Il était le fils unique de Jean François Thomas, sous-lieutenant dans l'armée française, mort en 1914, et de Berthe Tribot, employée de bureau à l’arsenal de Rochefort,.
Dans les années 1930, il devient assistant technique pour les ponts et les routes à Saintes, où il travaille pendant 40 ans jusqu'à être promu directeur des services techniques. Il prend sa retraite en 1972,.
En 1939, il épouse Marcelle Demenier avec qui il a 3 enfants. Son épouse décède en 2013, à l'âge de 93 ans, après 75 ans de mariage. 
Georges Thomas a vécu dans sa propre maison jusqu'en avril 2024, date à laquelle, après avoir été hospitalisé, il fut placé en maison de retraite.
Il décède le 1er juin 2024 à Rochefort dans le département de la Charente-Maritime à l'âge de 112 ans,.

### Record de longévité
Le 15 juillet 2022, alors qu'il a 110 ans, Georges Thomas devient le doyen masculin des Français à la suite du décès d'André Boite. 
En novembre 2023, il devient, après Jules Théobald et Marcel Meys, le troisième homme français à célébrer ses 112 ans.
Le 9 mai 2024, à l'âge de 112 ans et 173 jours, il dépasse le record Jules Théobald, devenant l'homme français le plus âgé jamais enregistré. 
Après sa mort le 1er juin 2024 à l'âge de 112 ans et 195 jours, Maurice Le Coutour devient le nouveau doyen masculin des Français.  
Ayant souhaité rester anonyme jusqu'à son décès, l'existence de Georges Thomas ne fut connue qu'à partir du 4 juin 2024, lors de la publication de son acte de décès,. Par conséquent, il n'a jamais reçu le titre de doyen masculin des Français de son vivant.